# Romeo Travis
Romeo Von Travis (Akron, 10 dicembre 1984) è un ex cestista statunitense naturalizzato macedone.

## Carriera
Il 18 agosto viene ingaggiato dalla Pallacanestro Cantù per la stagione 2016-17. Tuttavia la sua esperienza nelle file canturine finisce dopo sole sei partite a causa di divergenze tecniche con l'allenatore. Rescinde il contratto e si accasa al Strasburgo.

## Palmarès
- Campionato francese: 1

Le Mans: 2017-18
- Lega Balcanica: 1

Hapoel Gilboa Galil Elyon: 2011-2012
- Coppa di Francia: 1

Le Mans: 2015-2016

### Individuale
- LNB Pro A MVP finali: 1

Le Mans: 2017-2018

## Curiosità
Travis recita in un cameo nel film documentario More Than a Game.